# Infinity (chanson d'Infinity Ink)
Pour les articles homonymes, voir Infinity.
 (janvier 2013).
Si vous disposez d'ouvrages ou d'articles de référence ou si vous connaissez des sites web de qualité traitant du thème abordé ici, merci de compléter l'article en donnant les références utiles à sa vérifiabilité et en les liant à la section « Notes et références ».
Infinity est une chanson de musique house d'Infinity Ink. Le single sort le 7 décembre 2012 et est distribué sous le major Warner. Infinity est composé par Ali Love et Luca Cazal. Le single se classe en France et en Belgique (Flandre et Wallonie).

## Classement par pays
| Classement (2012-2013)                  | Meilleure position |
| --------------------------------------- | ------------------ |
| France (SNEP)                           | 20                 |
| Belgique (Flandre Ultratop 50 Singles)  | 2                  |
| Belgique (Wallonie Ultratop 50 Singles) | 2                  |

### Certifications
| Pays     | Organisme | Certification | Vente  |
| -------- | --------- | ------------- | ------ |
| Belgique | BEA       | Platine       | 30 000 |